# Ga Tân Vinh
Ga Tân Vinh là một nhà ga xe lửa tại xã Canh Vinh, tỉnh Gia Lai. Nhà ga là một điểm trên tuyến đường sắt Bắc Nam tiếp nối sau ga Diêu Trì và trước ga Vân Canh. Lý trình ga: Km 1110 + 800.